# Neil Goldschmidt
Pour les articles homonymes, voir Goldschmidt.
Neil Goldschmidt, né le 16 juin 1940 à Eugene (Oregon) et mort le 12 juin 2024 à Portland (Oregon), est un homme politique américain.
Membre du Parti démocrate, il est maire de Portland entre 1973 et 1979, secrétaire aux Transports des États-Unis entre 1979 et 1981 dans l'administration du président Jimmy Carter, puis gouverneur de l'Oregon entre 1987 et 1991.

## Biographie
Lorsque Neil Goldschmidt est élu en 1972, il est le plus jeune maire d'une grande ville américaine. Selon le Willamette Week, il devient pendant les trente années suivantes le « leader le plus charismatique et le plus successful de l'Oregon ».